# Seznam kulturních památek v okrese Brno-venkov
Tento seznam nemovitých kulturních památek v okrese Brno-venkov vychází z  Ústředního seznamu kulturních památek ČR, který na základě zákona č. 20/1987 Sb., o státní památkové péči, vede Národní památkový ústav jako ústřední organizace státní památkové péče. Údaje jsou průběžně upřesňovány, přesto mohou obsahovat i řadu věcných a formálních chyb a nepřesností či být neaktuální. 
Pokud byly některé části dotčeného území vyčleněny do samostatných seznamů, měly by být odkazy na tyto dílčí seznamy uvedeny v úvodu tohoto seznamu nebo v úvodu příslušné sekce seznamu.
- Seznam kulturních památek v Bílovicích nad Svitavou
- Seznam kulturních památek v Blučině
- Seznam kulturních památek v Dolních Kounicích
- Seznam kulturních památek v Doubravníku včetně části obce Křížovice
- Seznam kulturních památek v Ivančicích včetně částí obce Alexovice, Hrubšice, Letkovice, Němčice a Řeznovice
- Seznam kulturních památek v Ivani
- Seznam kulturních památek v Kuřimi
- Seznam kulturních památek v Litostrově
- Seznam kulturních památek v Loděnici
- Seznam kulturních památek v Lomnici
- Seznam kulturních památek v Malešovicích
- Seznam kulturních památek v Medlově
- Seznam kulturních památek v Modřicích
- Seznam kulturních památek v Mokré-Horákově
- Seznam kulturních památek v Nedvědici
- Seznam kulturních památek v Neslovicích
- Seznam kulturních památek v Nosislavi
- Seznam kulturních památek v Nové Vsi
- Seznam kulturních památek v Ořechově
- Seznam kulturních památek v Oslavanech včetně části obce Padochov
- Seznam kulturních památek v Ostrovačicích
- Seznam kulturních památek v Pasohlávkách včetně části obce Mušov
- Seznam kulturních památek v Podolí
- Seznam kulturních památek v Pohořelicích včetně částí obce Nová Ves, Smolín a Velký Dvůr
- Seznam kulturních památek v Pozořicích
- Seznam kulturních památek v Pravlově
- Seznam kulturních památek v Rajhradě
- Seznam kulturních památek v Rosicích
- Seznam kulturních památek v Říčanech
- Seznam kulturních památek v Senoradech
- Seznam kulturních památek v Sobotovicích
- Seznam kulturních památek v Sokolnicích
- Seznam kulturních památek ve Střelicích
- Seznam kulturních památek ve Šlapanicích včetně části obce Bedřichovice
- Seznam kulturních památek ve Štěpánovicích
- Seznam kulturních památek v Telnici
- Seznam kulturních památek v Tetčicích
- Seznam kulturních památek v Těšanech
- Seznam kulturních památek v Tišnově včetně části obce Pejškov
- Seznam kulturních památek v Troskotovicích
- Seznam kulturních památek v Troubsku
- Seznam kulturních památek ve Tvarožné
- Seznam kulturních památek v Újezdu u Brna
- Seznam kulturních památek ve Veverské Bítýšce
- Seznam kulturních památek ve Vlasaticích
- Seznam kulturních památek ve Vojkovicích
- Seznam kulturních památek ve Vranově
- Seznam kulturních památek ve Vranovicích
- Seznam kulturních památek ve Zbraslavi
- Seznam kulturních památek ve Zbýšově
- Seznam kulturních památek v Želešicích
- Seznam kulturních památek v Židlochovicích

## Babice nad Svitavou
|  | Kategorie „Church of Saint John the Baptist (Babice nad Svitavou) “ na Wikimedia Commons | Hledat fotografie a kategorie ve Wikimedia Commons podle rejstříkového čísla památky | Nahrát snímek k tomuto tématu do úložiště Wikimedia Commons |  |

|  | Kategorie „Bust of Josef Hybeš in Babice nad Svitavou “ na Wikimedia Commons | Hledat fotografie a kategorie ve Wikimedia Commons podle rejstříkového čísla památky | Nahrát snímek k tomuto tématu do úložiště Wikimedia Commons |  |

|  | Kategorie „Red Army Memorial in Babice nad Svitavou “ na Wikimedia Commons | Hledat fotografie a kategorie ve Wikimedia Commons podle rejstříkového čísla památky | Nahrát snímek k tomuto tématu do úložiště Wikimedia Commons |  |

## Babice u Rosic
| Památka          | Fotografie        | Rejstříkové číslo v ÚSKP                                                             | Sídelní útvar                                               | Poloha                                                                                    | Popis a poznámky |
| ---------------- | ----------------- | ------------------------------------------------------------------------------------ | ----------------------------------------------------------- | ----------------------------------------------------------------------------------------- | --- |
| Kříž (Q37001340) | \| \| \| \| \| \| | 31711/7-647 Pam. katalog MIS                                                         | Babice u Rosic                                              | Záhumenice, severní okraj obce, při silnici II/395 49°10′27,58″ s. š., 16°21′41,25″ v. d. | Klasicistní kamenný kříž z roku 1806, vztyčený na počest odchodu francouzských vojsk. · Zapsáno do státního seznamu před rokem 1988. |
|                  |                   | Hledat fotografie a kategorie ve Wikimedia Commons podle rejstříkového čísla památky | Nahrát snímek k tomuto tématu do úložiště Wikimedia Commons |                                                                                           | |

## Biskoupky
|  | Kategorie „Birth house of Vítězslav Nezval “ na Wikimedia Commons | Hledat fotografie a kategorie ve Wikimedia Commons podle rejstříkového čísla památky | Nahrát snímek k tomuto tématu do úložiště Wikimedia Commons |  |

|  |  | Hledat fotografie a kategorie ve Wikimedia Commons podle rejstříkového čísla památky | Nahrát snímek k tomuto tématu do úložiště Wikimedia Commons |  |

## Borač
|  | Kategorie „Kaple Panny Marie Růžencové (Borač) “ na Wikimedia Commons | Hledat fotografie a kategorie ve Wikimedia Commons podle rejstříkového čísla památky | Nahrát snímek k tomuto tématu do úložiště Wikimedia Commons |  |

|  | Kategorie „Column shrine in Borač “ na Wikimedia Commons | Hledat fotografie a kategorie ve Wikimedia Commons podle rejstříkového čísla památky | Nahrát snímek k tomuto tématu do úložiště Wikimedia Commons |  |

## Borovník
| Památka              | Fotografie                                              | Rejstříkové číslo v ÚSKP                                                             | Sídelní útvar                                               | Poloha                                       | Popis a poznámky                              |
| -------------------- | ------------------------------------------------------- | ------------------------------------------------------------------------------------ | ----------------------------------------------------------- | -------------------------------------------- | --------------------------------------------- |
| Zvonička (Q37012748) | \| \| \| \| \| \|                                       | 10514/7-8613 Pam. katalog MIS                                                        | Borovník                                                    | náves 49°21′21,42″ s. š., 16°13′46,43″ v. d. | Zvonička Památkově chráněno od 4. dubna 1995. |
|                      | Kategorie „Bell tower (Borovník) “ na Wikimedia Commons | Hledat fotografie a kategorie ve Wikimedia Commons podle rejstříkového čísla památky | Nahrát snímek k tomuto tématu do úložiště Wikimedia Commons |                                              |                                               |

## Branišovice
|  | Kategorie „Branišovice Castle “ na Wikimedia Commons | Hledat fotografie a kategorie ve Wikimedia Commons podle rejstříkového čísla památky | Nahrát snímek k tomuto tématu do úložiště Wikimedia Commons |  |

|  | Kategorie „Church of Saint Lawrence (Branišovice) “ na Wikimedia Commons | Hledat fotografie a kategorie ve Wikimedia Commons podle rejstříkového čísla památky | Nahrát snímek k tomuto tématu do úložiště Wikimedia Commons |  |

|  | Kategorie „Bell tower in Branišovice “ na Wikimedia Commons | Hledat fotografie a kategorie ve Wikimedia Commons podle rejstříkového čísla památky | Nahrát snímek k tomuto tématu do úložiště Wikimedia Commons |  |

## Bratčice
|  | Kategorie „Statue of Saint Florian in Bratčice (Brno-Country District) “ na Wikimedia Commons | Hledat fotografie a kategorie ve Wikimedia Commons podle rejstříkového čísla památky | Nahrát snímek k tomuto tématu do úložiště Wikimedia Commons |  |

|  | Kategorie „Church of Holy Trinity (Bratčice) “ na Wikimedia Commons | Hledat fotografie a kategorie ve Wikimedia Commons podle rejstříkového čísla památky | Nahrát snímek k tomuto tématu do úložiště Wikimedia Commons |  |

## Březina (dříve okres Tišnov)
|  |  | Hledat fotografie a kategorie ve Wikimedia Commons podle rejstříkového čísla památky | Nahrát snímek k tomuto tématu do úložiště Wikimedia Commons |  |

|  |  | Hledat fotografie a kategorie ve Wikimedia Commons podle rejstříkového čísla památky | Nahrát snímek k tomuto tématu do úložiště Wikimedia Commons |  |

|  |  | Hledat fotografie a kategorie ve Wikimedia Commons podle rejstříkového čísla památky | Nahrát snímek k tomuto tématu do úložiště Wikimedia Commons |  |

## Cvrčovice
|  |  | Hledat fotografie a kategorie ve Wikimedia Commons podle rejstříkového čísla památky | Nahrát snímek k tomuto tématu do úložiště Wikimedia Commons |  |

|  | Kategorie „Church of Saint James the Greater (Cvrčovice) “ na Wikimedia Commons | Hledat fotografie a kategorie ve Wikimedia Commons podle rejstříkového čísla památky | Nahrát snímek k tomuto tématu do úložiště Wikimedia Commons |  |

|  |  | Hledat fotografie a kategorie ve Wikimedia Commons podle rejstříkového čísla památky | Nahrát snímek k tomuto tématu do úložiště Wikimedia Commons |  |

## Čebín
| Památka                         | Fotografie                                                       | Rejstříkové číslo v ÚSKP                                                             | Sídelní útvar                                               | Poloha                                | Popis a poznámky                                               |
| ------------------------------- | ---------------------------------------------------------------- | ------------------------------------------------------------------------------------ | ----------------------------------------------------------- | ------------------------------------- | -------------------------------------------------------------- |
| Kostel svatého Jiří (Q13098941) | \| \| \| \| \| \|                                                | 37400/7-666 Pam. katalog MIS                                                         | Čebín                                                       | 49°18′47,7″ s. š., 16°28′39,31″ v. d. | Kostel sv. Jiří · Zapsáno do státního seznamu před rokem 1988. |
|                                 | Kategorie „Church of Saint George (Čebín) “ na Wikimedia Commons | Hledat fotografie a kategorie ve Wikimedia Commons podle rejstříkového čísla památky | Nahrát snímek k tomuto tématu do úložiště Wikimedia Commons |                                       |                                                                |

## Černvír
|  |  | Hledat fotografie a kategorie ve Wikimedia Commons podle rejstříkového čísla památky | Nahrát snímek k tomuto tématu do úložiště Wikimedia Commons |  |

|  | Kategorie „Church of the Assumption of the Virgin Mary (Černvír) “ na Wikimedia Commons | Hledat fotografie a kategorie ve Wikimedia Commons podle rejstříkového čísla památky | Nahrát snímek k tomuto tématu do úložiště Wikimedia Commons |  |

|  | Kategorie „Wooden bridge over the Svratka river (Černvír) “ na Wikimedia Commons | Hledat fotografie a kategorie ve Wikimedia Commons podle rejstříkového čísla památky | Nahrát snímek k tomuto tématu do úložiště Wikimedia Commons |  |

## Čučice
|  | Kategorie „Church of Saint James the Greater (Čučice) “ na Wikimedia Commons | Hledat fotografie a kategorie ve Wikimedia Commons podle rejstříkového čísla památky | Nahrát snímek k tomuto tématu do úložiště Wikimedia Commons |  |

|  | Kategorie „Rectory in Čučice “ na Wikimedia Commons | Hledat fotografie a kategorie ve Wikimedia Commons podle rejstříkového čísla památky | Nahrát snímek k tomuto tématu do úložiště Wikimedia Commons |  |

## Deblín
|  |  | Hledat fotografie a kategorie ve Wikimedia Commons podle rejstříkového čísla památky | Nahrát snímek k tomuto tématu do úložiště Wikimedia Commons |  |

|  | Kategorie „Church of Saint Nicholas (Deblín) “ na Wikimedia Commons | Hledat fotografie a kategorie ve Wikimedia Commons podle rejstříkového čísla památky | Nahrát snímek k tomuto tématu do úložiště Wikimedia Commons |  |

## Dolní Loučky
|  | Kategorie „Church of Saint Martin (Dolní Loučky) “ na Wikimedia Commons | Hledat fotografie a kategorie ve Wikimedia Commons podle rejstříkového čísla památky | Nahrát snímek k tomuto tématu do úložiště Wikimedia Commons |  |

|  | Kategorie „Loučky Castle “ na Wikimedia Commons | Hledat fotografie a kategorie ve Wikimedia Commons podle rejstříkového čísla památky | Nahrát snímek k tomuto tématu do úložiště Wikimedia Commons |  |

## Domašov
|  |  | Hledat fotografie a kategorie ve Wikimedia Commons podle rejstříkového čísla památky | Nahrát snímek k tomuto tématu do úložiště Wikimedia Commons |  |

|  | Kategorie „Church of Saint Lawrence (Domašov) “ na Wikimedia Commons | Hledat fotografie a kategorie ve Wikimedia Commons podle rejstříkového čísla památky | Nahrát snímek k tomuto tématu do úložiště Wikimedia Commons |  |

## Drahonín
| Památka                  | Fotografie                                                  | Rejstříkové číslo v ÚSKP                                                             | Sídelní útvar                                               | Poloha                                 | Popis a poznámky                                                       |
| ------------------------ | ----------------------------------------------------------- | ------------------------------------------------------------------------------------ | ----------------------------------------------------------- | -------------------------------------- | ---------------------------------------------------------------------- |
| Hrad Košíkov (Q12031340) | \| \| \| \| \| \|                                           | 34655/7-4026 Pam. katalog MIS                                                        | Drahonín                                                    | 49°23′50,22″ s. š., 16°17′13,43″ v. d. | Hrad Košíkov, zřícenina · Zapsáno do státního seznamu před rokem 1988. |
|                          | Kategorie „Košíkov castle (Drahonín) “ na Wikimedia Commons | Hledat fotografie a kategorie ve Wikimedia Commons podle rejstříkového čísla památky | Nahrát snímek k tomuto tématu do úložiště Wikimedia Commons |                                        |                                                                        |

## Drásov
|  | Kategorie „Šildrův mlýn “ na Wikimedia Commons | Hledat fotografie a kategorie ve Wikimedia Commons podle rejstříkového čísla památky | Nahrát snímek k tomuto tématu do úložiště Wikimedia Commons |  |

|  | Kategorie „Church of the Exaltation of the Holy Cross (Drásov) “ na Wikimedia Commons | Hledat fotografie a kategorie ve Wikimedia Commons podle rejstříkového čísla památky | Nahrát snímek k tomuto tématu do úložiště Wikimedia Commons |  |

## Hajany
|  | Kategorie „Chapel of the Assumption (Hajany) “ na Wikimedia Commons | Hledat fotografie a kategorie ve Wikimedia Commons podle rejstříkového čísla památky | Nahrát snímek k tomuto tématu do úložiště Wikimedia Commons |  |

|  | Kategorie „Hrobka hrabat d'Harnoncourt-Unverzagt (Hajany) “ na Wikimedia Commons | Hledat fotografie a kategorie ve Wikimedia Commons podle rejstříkového čísla památky | Nahrát snímek k tomuto tématu do úložiště Wikimedia Commons |  |

## Hlína
|  | Kategorie „Wayside shrine in Hlína (Brno-Country District), centrum “ na Wikimedia Commons | Hledat fotografie a kategorie ve Wikimedia Commons podle rejstříkového čísla památky | Nahrát snímek k tomuto tématu do úložiště Wikimedia Commons |  |

|  |  | Hledat fotografie a kategorie ve Wikimedia Commons podle rejstříkového čísla památky | Nahrát snímek k tomuto tématu do úložiště Wikimedia Commons |  |

|  | Kategorie „Church of Saint Cunigunde (Hlína) “ na Wikimedia Commons | Hledat fotografie a kategorie ve Wikimedia Commons podle rejstříkového čísla památky | Nahrát snímek k tomuto tématu do úložiště Wikimedia Commons |  |

## Hluboké Dvory
| Památka                 | Fotografie                                | Rejstříkové číslo v ÚSKP                                                             | Sídelní útvar                                               | Poloha                                               | Popis a poznámky                                                       |
| ----------------------- | ----------------------------------------- | ------------------------------------------------------------------------------------ | ----------------------------------------------------------- | ---------------------------------------------------- | ---------------------------------------------------------------------- |
| Hrad Trmačov (Q1014290) | \| \| \| \| \| \|                         | 29004/7-448 Pam. katalog MIS                                                         | Hluboké Dvory                                               | jižně od obce 49°22′36,09″ s. š., 16°30′44,96″ v. d. | Hrad Trmačov, zřícenina · Zapsáno do státního seznamu před rokem 1988. |
|                         | Kategorie „Trmačov “ na Wikimedia Commons | Hledat fotografie a kategorie ve Wikimedia Commons podle rejstříkového čísla památky | Nahrát snímek k tomuto tématu do úložiště Wikimedia Commons |                                                      |                                                                        |

## Holasice
|  | Kategorie „Sousoší ležících lvů (Holasice) “ na Wikimedia Commons | Hledat fotografie a kategorie ve Wikimedia Commons podle rejstříkového čísla památky | Nahrát snímek k tomuto tématu do úložiště Wikimedia Commons |  |

|  | Kategorie „Statue of Saint John of Nepomuk (Holasice) “ na Wikimedia Commons | Hledat fotografie a kategorie ve Wikimedia Commons podle rejstříkového čísla památky | Nahrát snímek k tomuto tématu do úložiště Wikimedia Commons |  |

|  | Kategorie „Kaple svatého Václava (Holasice) “ na Wikimedia Commons | Hledat fotografie a kategorie ve Wikimedia Commons podle rejstříkového čísla památky | Nahrát snímek k tomuto tématu do úložiště Wikimedia Commons |  |

## Hostěnice
|  | Kategorie „Chapel of Saint Anne (Hostěnice) “ na Wikimedia Commons | Hledat fotografie a kategorie ve Wikimedia Commons podle rejstříkového čísla památky | Nahrát snímek k tomuto tématu do úložiště Wikimedia Commons |  |

|  | Kategorie „Bell tower in Hostěnice “ na Wikimedia Commons | Hledat fotografie a kategorie ve Wikimedia Commons podle rejstříkového čísla památky | Nahrát snímek k tomuto tématu do úložiště Wikimedia Commons |  |

## Hrušovany u Brna
|  | Kategorie „Villa of Viktor Bauer “ na Wikimedia Commons | Hledat fotografie a kategorie ve Wikimedia Commons podle rejstříkového čísla památky | Nahrát snímek k tomuto tématu do úložiště Wikimedia Commons |  |

|  |  | Hledat fotografie a kategorie ve Wikimedia Commons podle rejstříkového čísla památky | Nahrát snímek k tomuto tématu do úložiště Wikimedia Commons |  |

## Hvozdec
| Památka             | Fotografie        | Rejstříkové číslo v ÚSKP                                                             | Sídelní útvar                                               | Poloha                                     | Popis a poznámky                                       |
| ------------------- | ----------------- | ------------------------------------------------------------------------------------ | ----------------------------------------------------------- | ------------------------------------------ | ------------------------------------------------------ |
| Zvonice (Q37302079) | \| \| \| \| \| \| | 27239/7-720 Pam. katalog MIS                                                         | Hvozdec                                                     | náves 49°14′51,4″ s. š., 16°25′30,4″ v. d. | Zvonice · Zapsáno do státního seznamu před rokem 1988. |
|                     |                   | Hledat fotografie a kategorie ve Wikimedia Commons podle rejstříkového čísla památky | Nahrát snímek k tomuto tématu do úložiště Wikimedia Commons |                                            |                                                        |

## Chudčice
|  |  | Hledat fotografie a kategorie ve Wikimedia Commons podle rejstříkového čísla památky | Nahrát snímek k tomuto tématu do úložiště Wikimedia Commons |  |

|  | Kategorie „Red Army memorial (Chudčice) “ na Wikimedia Commons | Hledat fotografie a kategorie ve Wikimedia Commons podle rejstříkového čísla památky | Nahrát snímek k tomuto tématu do úložiště Wikimedia Commons |  |

|  | Kategorie „Křížová cesta u Chudčic “ na Wikimedia Commons | Hledat fotografie a kategorie ve Wikimedia Commons podle rejstříkového čísla památky | Nahrát snímek k tomuto tématu do úložiště Wikimedia Commons |  |

## Javůrek
|  | Kategorie „Column shrine in Javůrek “ na Wikimedia Commons | Hledat fotografie a kategorie ve Wikimedia Commons podle rejstříkového čísla památky | Nahrát snímek k tomuto tématu do úložiště Wikimedia Commons |  |

|  |  | Hledat fotografie a kategorie ve Wikimedia Commons podle rejstříkového čísla památky | Nahrát snímek k tomuto tématu do úložiště Wikimedia Commons |  |

## Jiříkovice
|  | Kategorie „Panský dvůr (Jiříkovice) “ na Wikimedia Commons | Hledat fotografie a kategorie ve Wikimedia Commons podle rejstříkového čísla památky | Nahrát snímek k tomuto tématu do úložiště Wikimedia Commons |  |

|  | Kategorie „Kříž (Jiříkovice) “ na Wikimedia Commons | Hledat fotografie a kategorie ve Wikimedia Commons podle rejstříkového čísla památky | Nahrát snímek k tomuto tématu do úložiště Wikimedia Commons |  |

|  | Kategorie „Zvonice (Jiříkovice) “ na Wikimedia Commons | Hledat fotografie a kategorie ve Wikimedia Commons podle rejstříkového čísla památky | Nahrát snímek k tomuto tématu do úložiště Wikimedia Commons |  |

## Kaly
| Památka                           | Fotografie                                                              | Rejstříkové číslo v ÚSKP                                                             | Sídelní útvar                                               | Poloha                                | Popis a poznámky                                                     |
| --------------------------------- | ----------------------------------------------------------------------- | ------------------------------------------------------------------------------------ | ----------------------------------------------------------- | ------------------------------------- | -------------------------------------------------------------------- |
| Kaplička se zvoničkou (Q37338653) | \| \| \| \| \| \|                                                       | 21221/7-4131 Pam. katalog MIS                                                        | Kaly                                                        | 49°22′44,38″ s. š., 16°21′8,95″ v. d. | Kaplička se zvoničkou · Zapsáno do státního seznamu před rokem 1988. |
|                                   | Kategorie „Chapel of Saint Mary Magdalene (Kaly) “ na Wikimedia Commons | Hledat fotografie a kategorie ve Wikimedia Commons podle rejstříkového čísla památky | Nahrát snímek k tomuto tématu do úložiště Wikimedia Commons |                                       |                                                                      |

## Kanice
| Památka                 | Fotografie                                        | Rejstříkové číslo v ÚSKP                                                             | Sídelní útvar                                               | Poloha                                                           | Popis a poznámky                                                                  |
| ----------------------- | ------------------------------------------------- | ------------------------------------------------------------------------------------ | ----------------------------------------------------------- | ---------------------------------------------------------------- | --------------------------------------------------------------------------------- |
| Hrad Obřany (Q13359035) | \| \| \| \| \| \|                                 | 36919/7-650 Pam. katalog MIS                                                         | Kanice                                                      | jihozápadně od centra obce 49°14′5,37″ s. š., 16°40′27,76″ v. d. | Hrad Obřany - zřícenina, zřícenina · Zapsáno do státního seznamu před rokem 1988. |
|                         | Kategorie „Obřany (Castle) “ na Wikimedia Commons | Hledat fotografie a kategorie ve Wikimedia Commons podle rejstříkového čísla památky | Nahrát snímek k tomuto tématu do úložiště Wikimedia Commons |                                                                  |                                                                                   |

## Ketkovice
|  | Kategorie „Levnov “ na Wikimedia Commons | Hledat fotografie a kategorie ve Wikimedia Commons podle rejstříkového čísla památky | Nahrát snímek k tomuto tématu do úložiště Wikimedia Commons |  |

|  | Kategorie „Church of Saint Catherine of Alexandria (Ketkovice) “ na Wikimedia Commons | Hledat fotografie a kategorie ve Wikimedia Commons podle rejstříkového čísla památky | Nahrát snímek k tomuto tématu do úložiště Wikimedia Commons |  |

## Kobylnice
|  | Kategorie „Kříž u čp. 384 (Kobylnice) “ na Wikimedia Commons | Hledat fotografie a kategorie ve Wikimedia Commons podle rejstříkového čísla památky | Nahrát snímek k tomuto tématu do úložiště Wikimedia Commons |  |

|  | Kategorie „Zvonice (Kobylnice, okres Brno-venkov) “ na Wikimedia Commons | Hledat fotografie a kategorie ve Wikimedia Commons podle rejstříkového čísla památky | Nahrát snímek k tomuto tématu do úložiště Wikimedia Commons |  |

|  | Kategorie „Výklenková kaplička (Kobylnice) “ na Wikimedia Commons | Hledat fotografie a kategorie ve Wikimedia Commons podle rejstříkového čísla památky | Nahrát snímek k tomuto tématu do úložiště Wikimedia Commons |  |

## Křižínkov
| Památka                      | Fotografie                                                     | Rejstříkové číslo v ÚSKP                                                             | Sídelní útvar                                               | Poloha                                 | Popis a poznámky                                              |
| ---------------------------- | -------------------------------------------------------------- | ------------------------------------------------------------------------------------ | ----------------------------------------------------------- | -------------------------------------- | ------------------------------------------------------------- |
| Kaple svaté Anny (Q37336924) | \| \| \| \| \| \|                                              | 28224/7-4176 Pam. katalog MIS                                                        | Křižínkov                                                   | 49°19′34,57″ s. š., 16°16′20,38″ v. d. | Kaple sv. Anny · Zapsáno do státního seznamu před rokem 1988. |
|                              | Kategorie „Kaple svaté Anny (Křižínkov) “ na Wikimedia Commons | Hledat fotografie a kategorie ve Wikimedia Commons podle rejstříkového čísla památky | Nahrát snímek k tomuto tématu do úložiště Wikimedia Commons |                                        |                                                               |

## Kupařovice
|  | Kategorie „Zámek Kupařovice “ na Wikimedia Commons | Hledat fotografie a kategorie ve Wikimedia Commons podle rejstříkového čísla památky | Nahrát snímek k tomuto tématu do úložiště Wikimedia Commons |  |

|  | Kategorie „Chapel of Saint Mark (Kupařovice) “ na Wikimedia Commons | Hledat fotografie a kategorie ve Wikimedia Commons podle rejstříkového čísla památky | Nahrát snímek k tomuto tématu do úložiště Wikimedia Commons |  |

|  | Kategorie „Chapel of Immaculate Conception (Kupařovice) “ na Wikimedia Commons | Hledat fotografie a kategorie ve Wikimedia Commons podle rejstříkového čísla památky | Nahrát snímek k tomuto tématu do úložiště Wikimedia Commons |  |

## Kuřimské Jestřabí
|  | Kategorie „Chapel in Kuřimské Jestřabí “ na Wikimedia Commons | Hledat fotografie a kategorie ve Wikimedia Commons podle rejstříkového čísla památky | Nahrát snímek k tomuto tématu do úložiště Wikimedia Commons |  |

|  | Kategorie „Wayside cross in Kuřimské Jestřabí (Q37447174) “ na Wikimedia Commons | Hledat fotografie a kategorie ve Wikimedia Commons podle rejstříkového čísla památky | Nahrát snímek k tomuto tématu do úložiště Wikimedia Commons |  |

## Lažánky
|  |  | Hledat fotografie a kategorie ve Wikimedia Commons podle rejstříkového čísla památky | Nahrát snímek k tomuto tématu do úložiště Wikimedia Commons |  |

|  | Kategorie „Church of Holy Trinity (Lažánky) “ na Wikimedia Commons | Hledat fotografie a kategorie ve Wikimedia Commons podle rejstříkového čísla památky | Nahrát snímek k tomuto tématu do úložiště Wikimedia Commons |  |

## Lelekovice
|  | Kategorie „Wayside cross in Lelekovice near church “ na Wikimedia Commons | Hledat fotografie a kategorie ve Wikimedia Commons podle rejstříkového čísla památky | Nahrát snímek k tomuto tématu do úložiště Wikimedia Commons |  |

|  | Kategorie „Lelekovice Castle “ na Wikimedia Commons | Hledat fotografie a kategorie ve Wikimedia Commons podle rejstříkového čísla památky | Nahrát snímek k tomuto tématu do úložiště Wikimedia Commons |  |

|  | Kategorie „Church of Saints Philip and James (Lelekovice) “ na Wikimedia Commons | Hledat fotografie a kategorie ve Wikimedia Commons podle rejstříkového čísla památky | Nahrát snímek k tomuto tématu do úložiště Wikimedia Commons |  |

## Lesní Hluboké
|  | Kategorie „Lesní Hluboké Castle “ na Wikimedia Commons | Hledat fotografie a kategorie ve Wikimedia Commons podle rejstříkového čísla památky | Nahrát snímek k tomuto tématu do úložiště Wikimedia Commons |  |

|  | Kategorie „Devět křížů “ na Wikimedia Commons | Hledat fotografie a kategorie ve Wikimedia Commons podle rejstříkového čísla památky | Nahrát snímek k tomuto tématu do úložiště Wikimedia Commons |  |

|  |  | Hledat fotografie a kategorie ve Wikimedia Commons podle rejstříkového čísla památky | Nahrát snímek k tomuto tématu do úložiště Wikimedia Commons |  |

## Lomnička
|  |  | Hledat fotografie a kategorie ve Wikimedia Commons podle rejstříkového čísla památky | Nahrát snímek k tomuto tématu do úložiště Wikimedia Commons |  |

|  |  | Hledat fotografie a kategorie ve Wikimedia Commons podle rejstříkového čísla památky | Nahrát snímek k tomuto tématu do úložiště Wikimedia Commons |  |

|  | Kategorie „Chapel of Saint Frederick of Utrecht (Lomnička) “ na Wikimedia Commons | Hledat fotografie a kategorie ve Wikimedia Commons podle rejstříkového čísla památky | Nahrát snímek k tomuto tématu do úložiště Wikimedia Commons |  |

## Lubné
| Památka           | Fotografie                                                      | Rejstříkové číslo v ÚSKP                                                             | Sídelní útvar                                               | Poloha                                                          | Popis a poznámky                                     |
| ----------------- | --------------------------------------------------------------- | ------------------------------------------------------------------------------------ | ----------------------------------------------------------- | --------------------------------------------------------------- | ---------------------------------------------------- |
| Kaple (Q37806584) | \| \| \| \| \| \|                                               | 18350/7-4201 Pam. katalog MIS                                                        | Lubné                                                       | severně od obce na návrší 49°21′18,1″ s. š., 16°16′34,22″ v. d. | Kaple · Zapsáno do státního seznamu před rokem 1988. |
|                   | Kategorie „Chapel of Virgin Mary (Lubné) “ na Wikimedia Commons | Hledat fotografie a kategorie ve Wikimedia Commons podle rejstříkového čísla památky | Nahrát snímek k tomuto tématu do úložiště Wikimedia Commons |                                                                 |                                                      |

## Lukovany
| Památka                            | Fotografie                                                              | Rejstříkové číslo v ÚSKP                                                             | Sídelní útvar                                               | Poloha                                | Popis a poznámky                                                  |
| ---------------------------------- | ----------------------------------------------------------------------- | ------------------------------------------------------------------------------------ | ----------------------------------------------------------- | ------------------------------------- | ----------------------------------------------------------------- |
| Kostel svatého Václava (Q11775125) | \| \| \| \| \| \|                                                       | 14347/7-800 Pam. katalog MIS                                                         | Lukovany                                                    | 49°9′43,57″ s. š., 16°17′57,44″ v. d. | Kostel sv. Václava · Zapsáno do státního seznamu před rokem 1988. |
|                                    | Kategorie „Church of Saint Wenceslaus (Lukovany) “ na Wikimedia Commons | Hledat fotografie a kategorie ve Wikimedia Commons podle rejstříkového čísla památky | Nahrát snímek k tomuto tématu do úložiště Wikimedia Commons |                                       |                                                                   |

## Malhostovice
|  | Kategorie „Church of Saint Lawrence (Malhostovice) “ na Wikimedia Commons | Hledat fotografie a kategorie ve Wikimedia Commons podle rejstříkového čísla památky | Nahrát snímek k tomuto tématu do úložiště Wikimedia Commons |  |

|  | Kategorie „Penitence cross in Nuzířov “ na Wikimedia Commons | Hledat fotografie a kategorie ve Wikimedia Commons podle rejstříkového čísla památky | Nahrát snímek k tomuto tématu do úložiště Wikimedia Commons |  |

## Maršov
| Památka             | Fotografie        | Rejstříkové číslo v ÚSKP                                                             | Sídelní útvar                                               | Poloha                                           | Popis a poznámky                                       |
| ------------------- | ----------------- | ------------------------------------------------------------------------------------ | ----------------------------------------------------------- | ------------------------------------------------ | ------------------------------------------------------ |
| Hřbitov (Q37818719) | \| \| \| \| \| \| | 25779/7-809 Pam. katalog MIS                                                         | Maršov                                                      | na Vobůrce 49°17′7,51″ s. š., 16°21′11,12″ v. d. | Hřbitov · Zapsáno do státního seznamu před rokem 1988. |
|                     |                   | Hledat fotografie a kategorie ve Wikimedia Commons podle rejstříkového čísla památky | Nahrát snímek k tomuto tématu do úložiště Wikimedia Commons |                                                  |                                                        |

## Mělčany
| Památka                                    | Fotografie        | Rejstříkové číslo v ÚSKP                                                             | Sídelní útvar                                               | Poloha                                | Popis a poznámky                                                          |
| ------------------------------------------ | ----------------- | ------------------------------------------------------------------------------------ | ----------------------------------------------------------- | ------------------------------------- | ------------------------------------------------------------------------- |
| Socha svatého Jana Nepomuckého (Q37813589) | \| \| \| \| \| \| | 29952/7-816 Pam. katalog MIS                                                         | Mělčany                                                     | 49°4′34,92″ s. š., 16°29′28,05″ v. d. | Socha sv. Jana Nepomuckého · Zapsáno do státního seznamu před rokem 1988. |
|                                            |                   | Hledat fotografie a kategorie ve Wikimedia Commons podle rejstříkového čísla památky | Nahrát snímek k tomuto tématu do úložiště Wikimedia Commons |                                       |                                                                           |

## Měnín
| Památka                          | Fotografie                                                         | Rejstříkové číslo v ÚSKP                                                             | Sídelní útvar                                               | Poloha                                                   | Popis a poznámky                                                                                     |
| -------------------------------- | ------------------------------------------------------------------ | ------------------------------------------------------------------------------------ | ----------------------------------------------------------- | -------------------------------------------------------- | --- |
| Kostel svaté Markéty (Q12030626) | \| \| \| \| \| \|                                                  | 17219/7-817 Pam. katalog MIS                                                         | Měnín                                                       | severní okraj návsi 49°5′3,19″ s. š., 16°41′41,52″ v. d. | Jednolodní gotický kostel ze 3. čtvrtiny 13. století. · Zapsáno do státního seznamu před rokem 1988. |
|                                  | Kategorie „Church of Saint Margaret (Měnín) “ na Wikimedia Commons | Hledat fotografie a kategorie ve Wikimedia Commons podle rejstříkového čísla památky | Nahrát snímek k tomuto tématu do úložiště Wikimedia Commons |                                                          | |

## Moravany
| Památka                            | Fotografie                                                              | Rejstříkové číslo v ÚSKP                                                             | Sídelní útvar                                               | Poloha                                | Popis a poznámky                                                  |
| ---------------------------------- | ----------------------------------------------------------------------- | ------------------------------------------------------------------------------------ | ----------------------------------------------------------- | ------------------------------------- | ----------------------------------------------------------------- |
| Kostel svatého Václava (Q12031068) | \| \| \| \| \| \|                                                       | 30639/7-833 Pam. katalog MIS                                                         | Moravany                                                    | 49°8′39,74″ s. š., 16°34′40,92″ v. d. | Kostel sv. Václava · Zapsáno do státního seznamu před rokem 1988. |
|                                    | Kategorie „Church of Saint Wenceslaus (Moravany) “ na Wikimedia Commons | Hledat fotografie a kategorie ve Wikimedia Commons podle rejstříkového čísla památky | Nahrát snímek k tomuto tématu do úložiště Wikimedia Commons |                                       |                                                                   |

## Moravské Bránice
|  |  | Hledat fotografie a kategorie ve Wikimedia Commons podle rejstříkového čísla památky | Nahrát snímek k tomuto tématu do úložiště Wikimedia Commons |  |

|  | Kategorie „Ivančický viadukt “ na Wikimedia Commons | Hledat fotografie a kategorie ve Wikimedia Commons podle rejstříkového čísla památky | Nahrát snímek k tomuto tématu do úložiště Wikimedia Commons |  |

|  |  | Hledat fotografie a kategorie ve Wikimedia Commons podle rejstříkového čísla památky | Nahrát snímek k tomuto tématu do úložiště Wikimedia Commons |  |

## Moravské Knínice
|  | Kategorie „Church of Saint Margaret (Moravské Knínice) “ na Wikimedia Commons | Hledat fotografie a kategorie ve Wikimedia Commons podle rejstříkového čísla památky | Nahrát snímek k tomuto tématu do úložiště Wikimedia Commons |  |

|  | Kategorie „Chapel of Saints Cyril and Methodius (Moravské Knínice) “ na Wikimedia Commons | Hledat fotografie a kategorie ve Wikimedia Commons podle rejstříkového čísla památky | Nahrát snímek k tomuto tématu do úložiště Wikimedia Commons |  |

## Moutnice
| Památka                          | Fotografie                                                         | Rejstříkové číslo v ÚSKP                                                             | Sídelní útvar                                               | Poloha                                            | Popis a poznámky                                                |
| -------------------------------- | ------------------------------------------------------------------ | ------------------------------------------------------------------------------------ | ----------------------------------------------------------- | ------------------------------------------------- | --------------------------------------------------------------- |
| kostel svatého Jiljí (Q12030824) | \| \| \| \| \| \|                                                  | 15588/7-839 Pam. katalog MIS                                                         | Moutnice                                                    | Moutnice 21 49°2′53,52″ s. š., 16°44′29,15″ v. d. | kostel sv. Jiljí · Zapsáno do státního seznamu před rokem 1988. |
|                                  | Kategorie „Church of Saint Giles (Moutnice) “ na Wikimedia Commons | Hledat fotografie a kategorie ve Wikimedia Commons podle rejstříkového čísla památky | Nahrát snímek k tomuto tématu do úložiště Wikimedia Commons |                                                   |                                                                 |

## Nebovidy
| Památka                          | Fotografie                                                        | Rejstříkové číslo v ÚSKP                                                             | Sídelní útvar                                               | Poloha                                | Popis a poznámky                                                |
| -------------------------------- | ----------------------------------------------------------------- | ------------------------------------------------------------------------------------ | ----------------------------------------------------------- | ------------------------------------- | --------------------------------------------------------------- |
| Kostel svatého Kříže (Q12030865) | \| \| \| \| \| \|                                                 | 24028/7-840 Pam. katalog MIS                                                         | Nebovidy                                                    | 49°8′31,53″ s. š., 16°33′16,08″ v. d. | Kostel sv. Kříže · Zapsáno do státního seznamu před rokem 1988. |
|                                  | Kategorie „Church of Holy Cross (Nebovidy) “ na Wikimedia Commons | Hledat fotografie a kategorie ve Wikimedia Commons podle rejstříkového čísla památky | Nahrát snímek k tomuto tématu do úložiště Wikimedia Commons |                                       |                                                                 |

## Nelepeč-Žernůvka
|  |  | Hledat fotografie a kategorie ve Wikimedia Commons podle rejstříkového čísla památky | Nahrát snímek k tomuto tématu do úložiště Wikimedia Commons |  |

|  |  | Hledat fotografie a kategorie ve Wikimedia Commons podle rejstříkového čísla památky | Nahrát snímek k tomuto tématu do úložiště Wikimedia Commons |  |

## Odrovice
|  | Kategorie „Socha svatého Jana Nepomuckého (Odrovice) “ na Wikimedia Commons | Hledat fotografie a kategorie ve Wikimedia Commons podle rejstříkového čísla památky | Nahrát snímek k tomuto tématu do úložiště Wikimedia Commons |  |

|  | Kategorie „Gotická boží muka (Odrovice) “ na Wikimedia Commons | Hledat fotografie a kategorie ve Wikimedia Commons podle rejstříkového čísla památky | Nahrát snímek k tomuto tématu do úložiště Wikimedia Commons |  |

|  |  | Hledat fotografie a kategorie ve Wikimedia Commons podle rejstříkového čísla památky | Nahrát snímek k tomuto tématu do úložiště Wikimedia Commons |  |

## Ochoz u Brna
| Památka              | Fotografie                                                                  | Rejstříkové číslo v ÚSKP                                                             | Sídelní útvar                                               | Poloha                                 | Popis a poznámky                                        |
| -------------------- | --------------------------------------------------------------------------- | ------------------------------------------------------------------------------------ | ----------------------------------------------------------- | -------------------------------------- | ------------------------------------------------------- |
| Krucifix (Q38039089) | \| \| \| \| \| \|                                                           | 46339/7-857 Pam. katalog MIS                                                         | Ochoz u Brna                                                | 49°15′24,66″ s. š., 16°43′56,17″ v. d. | Krucifix · Zapsáno do státního seznamu před rokem 1988. |
|                      | Kategorie „Wayside cross in Ochoz u Brna (Q38039089)‎ “ na Wikimedia Commons | Hledat fotografie a kategorie ve Wikimedia Commons podle rejstříkového čísla památky | Nahrát snímek k tomuto tématu do úložiště Wikimedia Commons |                                        |                                                         |

## Olší
|  | Kategorie „Church of Saint George (Olší) “ na Wikimedia Commons | Hledat fotografie a kategorie ve Wikimedia Commons podle rejstříkového čísla památky | Nahrát snímek k tomuto tématu do úložiště Wikimedia Commons |  |

|  |  | Hledat fotografie a kategorie ve Wikimedia Commons podle rejstříkového čísla památky | Nahrát snímek k tomuto tématu do úložiště Wikimedia Commons |  |

## Omice
| Památka                                   | Fotografie                                                                  | Rejstříkové číslo v ÚSKP                                                             | Sídelní útvar                                               | Poloha                                        | Popis a poznámky                                                         |
| ----------------------------------------- | --------------------------------------------------------------------------- | ------------------------------------------------------------------------------------ | ----------------------------------------------------------- | --------------------------------------------- | ------------------------------------------------------------------------ |
| Kostel svatého Jakuba Většího (Q12030755) | \| \| \| \| \| \|                                                           | 29182/7-858 Pam. katalog MIS                                                         | Omice                                                       | Brněnská 49°10′6,04″ s. š., 16°27′0,85″ v. d. | Kostel sv. Jakuba Většího · Zapsáno do státního seznamu před rokem 1988. |
|                                           | Kategorie „Church of Saint James the Greater (Omice) “ na Wikimedia Commons | Hledat fotografie a kategorie ve Wikimedia Commons podle rejstříkového čísla památky | Nahrát snímek k tomuto tématu do úložiště Wikimedia Commons |                                               |                                                                          |

## Opatovice
|  | Kategorie „Smírčí kámen rejstř. č. 16953/7-860 “ na Wikimedia Commons | Hledat fotografie a kategorie ve Wikimedia Commons podle rejstříkového čísla památky | Nahrát snímek k tomuto tématu do úložiště Wikimedia Commons |  |

|  |  | Hledat fotografie a kategorie ve Wikimedia Commons podle rejstříkového čísla památky | Nahrát snímek k tomuto tématu do úložiště Wikimedia Commons |  |

|  | Kategorie „Smírčí kámen rejstř. č. 33293/7-859 “ na Wikimedia Commons | Hledat fotografie a kategorie ve Wikimedia Commons podle rejstříkového čísla památky | Nahrát snímek k tomuto tématu do úložiště Wikimedia Commons |  |

## Osiky
| Památka                               | Fotografie                                                           | Rejstříkové číslo v ÚSKP                                                             | Sídelní útvar                                               | Poloha                                                                                    | Popis a poznámky                                                |
| ------------------------------------- | -------------------------------------------------------------------- | ------------------------------------------------------------------------------------ | ----------------------------------------------------------- | ----------------------------------------------------------------------------------------- | --------------------------------------------------------------- |
| Kostel svatého Stanislava (Q13420211) | \| \| \| \| \| \|                                                    | 105693 Pam. katalog MIS                                                              | Osiky                                                       | st. 44, 1 km jihovýchodně od vsi, u hradiště Osiky 49°26′41,65″ s. š., 16°25′33,45″ v. d. | Kostel svatého Stanislava Památkově chráněno od 13. srpna 2015. |
|                                       | Kategorie „Church of Saint Stanislaus (Osiky) “ na Wikimedia Commons | Hledat fotografie a kategorie ve Wikimedia Commons podle rejstříkového čísla památky | Nahrát snímek k tomuto tématu do úložiště Wikimedia Commons |                                                                                           |                                                                 |

## Pernštejnské Jestřabí
|  | Kategorie „Chapel of the Virgin Mary of the Rosary (Pernštejnské Jestřabí) “ na Wikimedia Commons | Hledat fotografie a kategorie ve Wikimedia Commons podle rejstříkového čísla památky | Nahrát snímek k tomuto tématu do úložiště Wikimedia Commons |  |

|  | Kategorie „Bell tower in Jilmoví “ na Wikimedia Commons | Hledat fotografie a kategorie ve Wikimedia Commons podle rejstříkového čísla památky | Nahrát snímek k tomuto tématu do úložiště Wikimedia Commons |  |

## Popovice
| Památka              | Fotografie        | Rejstříkové číslo v ÚSKP                                                             | Sídelní útvar                                               | Poloha                                                                            | Popis a poznámky                                                                   |
| -------------------- | ----------------- | ------------------------------------------------------------------------------------ | ----------------------------------------------------------- | --------------------------------------------------------------------------------- | ---------------------------------------------------------------------------------- |
| Krucifix (Q38050363) | \| \| \| \| \| \| | 31195/7-891 Pam. katalog MIS                                                         | Popovice                                                    | západní okraj vsi, u silnice směrem na Brno 49°6′18,03″ s. š., 16°36′43,94″ v. d. | Kamenný kříž z počátku 19. století. · Zapsáno do státního seznamu před rokem 1988. |
|                      |                   | Hledat fotografie a kategorie ve Wikimedia Commons podle rejstříkového čísla památky | Nahrát snímek k tomuto tématu do úložiště Wikimedia Commons |                                                                                   |                                                                                    |

## Prace
|  | Kategorie „Church of the Exaltation of the Holy Cross (Prace) “ na Wikimedia Commons | Hledat fotografie a kategorie ve Wikimedia Commons podle rejstříkového čísla památky | Nahrát snímek k tomuto tématu do úložiště Wikimedia Commons |  |

|  | Kategorie „Mohyla míru “ na Wikimedia Commons | Hledat fotografie a kategorie ve Wikimedia Commons podle rejstříkového čísla památky | Nahrát snímek k tomuto tématu do úložiště Wikimedia Commons |  |

|  | Kategorie „Hromadný hrob ruských vojáků z bitvy u Slavkova “ na Wikimedia Commons | Hledat fotografie a kategorie ve Wikimedia Commons podle rejstříkového čísla památky | Nahrát snímek k tomuto tématu do úložiště Wikimedia Commons |  |

## Prštice
| Památka                  | Fotografie                                        | Rejstříkové číslo v ÚSKP                                                             | Sídelní útvar                                               | Poloha                                          | Popis a poznámky                                     |
| ------------------------ | ------------------------------------------------- | ------------------------------------------------------------------------------------ | ----------------------------------------------------------- | ----------------------------------------------- | ---------------------------------------------------- |
| Zámek Prštice (Q6584085) | \| \| \| \| \| \|                                 | 38128/7-914 Pam. katalog MIS                                                         | Prštice                                                     | Prštice 1 49°7′38,68″ s. š., 16°27′23,51″ v. d. | zámek · Zapsáno do státního seznamu před rokem 1988. |
|                          | Kategorie „Prštice Chateau “ na Wikimedia Commons | Hledat fotografie a kategorie ve Wikimedia Commons podle rejstříkového čísla památky | Nahrát snímek k tomuto tématu do úložiště Wikimedia Commons |                                                 |                                                      |

## Předklášteří
|  | Kategorie „Porta Coeli Monastery “ na Wikimedia Commons | Hledat fotografie a kategorie ve Wikimedia Commons podle rejstříkového čísla památky | Nahrát snímek k tomuto tématu do úložiště Wikimedia Commons |  |

|  | Kategorie „Church of Holy Trinity (Předklášteří) “ na Wikimedia Commons | Hledat fotografie a kategorie ve Wikimedia Commons podle rejstříkového čísla památky | Nahrát snímek k tomuto tématu do úložiště Wikimedia Commons |  |

## Přibice
|  | Kategorie „Kaple s pramenem Apoštolka (Přibice) “ na Wikimedia Commons | Hledat fotografie a kategorie ve Wikimedia Commons podle rejstříkového čísla památky | Nahrát snímek k tomuto tématu do úložiště Wikimedia Commons |  |

|  | Kategorie „Church of Saint John the Baptist (Přibice) “ na Wikimedia Commons | Hledat fotografie a kategorie ve Wikimedia Commons podle rejstříkového čísla památky | Nahrát snímek k tomuto tématu do úložiště Wikimedia Commons |  |

## Příbram na Moravě
| Památka              | Fotografie        | Rejstříkové číslo v ÚSKP                                                             | Sídelní útvar                                               | Poloha                                       | Popis a poznámky                                        |
| -------------------- | ----------------- | ------------------------------------------------------------------------------------ | ----------------------------------------------------------- | -------------------------------------------- | ------------------------------------------------------- |
| Krucifix (Q38045987) | \| \| \| \| \| \| | 16985/7-915 Pam. katalog MIS                                                         | Příbram na Moravě                                           | v obci 49°11′38,62″ s. š., 16°18′4,09″ v. d. | Krucifix · Zapsáno do státního seznamu před rokem 1988. |
|                      |                   | Hledat fotografie a kategorie ve Wikimedia Commons podle rejstříkového čísla památky | Nahrát snímek k tomuto tématu do úložiště Wikimedia Commons |                                              |                                                         |

## Přibyslavice
| Památka                         | Fotografie        | Rejstříkové číslo v ÚSKP                                                             | Sídelní útvar                                               | Poloha                                             | Popis a poznámky                                                   |
| ------------------------------- | ----------------- | ------------------------------------------------------------------------------------ | ----------------------------------------------------------- | -------------------------------------------------- | ------------------------------------------------------------------ |
| Hřbitov Rudé armády (Q38045774) | \| \| \| \| \| \| | 20603/7-916 Pam. katalog MIS                                                         | Přibyslavice                                                | Na skalkách 49°16′37,29″ s. š., 16°16′29,94″ v. d. | Hřbitov Rudé armády · Zapsáno do státního seznamu před rokem 1988. |
|                                 |                   | Hledat fotografie a kategorie ve Wikimedia Commons podle rejstříkového čísla památky | Nahrát snímek k tomuto tématu do úložiště Wikimedia Commons |                                                    |                                                                    |

## Přísnotice
|  | Kategorie „Church of Saint Wenceslaus (Přísnotice) “ na Wikimedia Commons | Hledat fotografie a kategorie ve Wikimedia Commons podle rejstříkového čísla památky | Nahrát snímek k tomuto tématu do úložiště Wikimedia Commons |  |

|  |  | Hledat fotografie a kategorie ve Wikimedia Commons podle rejstříkového čísla památky | Nahrát snímek k tomuto tématu do úložiště Wikimedia Commons |  |

## Radostice
| Památka                                  | Fotografie                                                                    | Rejstříkové číslo v ÚSKP                                                             | Sídelní útvar                                               | Poloha                                         | Popis a poznámky |
| ---------------------------------------- | ----------------------------------------------------------------------------- | ------------------------------------------------------------------------------------ | ----------------------------------------------------------- | ---------------------------------------------- | --- |
| Kostel svatých Šimona a Judy (Q12031112) | \| \| \| \| \| \|                                                             | 17005/7-917 Pam. katalog MIS                                                         | Radostice                                                   | pp. 1, 2 49°7′55,56″ s. š., 16°28′41,67″ v. d. | Barokně přestavěný středověký kostel se hřbitovem a ohradní zdí s branami. Ohradní zeď vymezující tvar nepravidelného oktogonu a plocha zaniklého hřbitova zahrnuty do ochrany dodatečně od 26. 1. 2021. V místech strmě klesajícího terénu na jižní a jihovýchodní straně je zeď zpevněna čtyřmi masivními opěráky. Památkově chráněno od 22. října 1964. |
|                                          | Kategorie „Church of Saints Simon and Jude (Radostice) “ na Wikimedia Commons | Hledat fotografie a kategorie ve Wikimedia Commons podle rejstříkového čísla památky | Nahrát snímek k tomuto tématu do úložiště Wikimedia Commons |                                                | |

## Rajhradice
|  | Kategorie „Wayside cross in Rajhradice (Q38090939) “ na Wikimedia Commons | Hledat fotografie a kategorie ve Wikimedia Commons podle rejstříkového čísla památky | Nahrát snímek k tomuto tématu do úložiště Wikimedia Commons |  |

|  | Kategorie „Monastery granary in Rajhradice “ na Wikimedia Commons | Hledat fotografie a kategorie ve Wikimedia Commons podle rejstříkového čísla památky | Nahrát snímek k tomuto tématu do úložiště Wikimedia Commons |  |

## Rebešovice
|  | Kategorie „Kříž v ulici Na Dědině (Rebešovice) “ na Wikimedia Commons | Hledat fotografie a kategorie ve Wikimedia Commons podle rejstříkového čísla památky | Nahrát snímek k tomuto tématu do úložiště Wikimedia Commons |  |

|  | Kategorie „Kaple svatého Jana Nepomuckého (Rebešovice) “ na Wikimedia Commons | Hledat fotografie a kategorie ve Wikimedia Commons podle rejstříkového čísla památky | Nahrát snímek k tomuto tématu do úložiště Wikimedia Commons |  |

|  | Kategorie „Zvonice (Rebešovice) “ na Wikimedia Commons | Hledat fotografie a kategorie ve Wikimedia Commons podle rejstříkového čísla památky | Nahrát snímek k tomuto tématu do úložiště Wikimedia Commons |  |

## Rudka
| Památka                             | Fotografie        | Rejstříkové číslo v ÚSKP                                                             | Sídelní útvar                                               | Poloha                                          | Popis a poznámky                                                                       |
| ----------------------------------- | ----------------- | ------------------------------------------------------------------------------------ | ----------------------------------------------------------- | ----------------------------------------------- | -------------------------------------------------------------------------------------- |
| Rodný dům Josefa Jurana (Q30868523) | \| \| \| \| \| \| | 36249/7-7035 Pam. katalog MIS                                                        | Rudka                                                       | Rudka 44 49°14′35,27″ s. š., 16°19′52,43″ v. d. | venkovský dům - rodný dům Josefa Jurana · Zapsáno do státního seznamu před rokem 1988. |
|                                     |                   | Hledat fotografie a kategorie ve Wikimedia Commons podle rejstříkového čísla památky | Nahrát snímek k tomuto tématu do úložiště Wikimedia Commons |                                                 |                                                                                        |

## Řícmanice
| Památka                                     | Fotografie                                                        | Rejstříkové číslo v ÚSKP                                                             | Sídelní útvar                                               | Poloha                                                | Popis a poznámky                                                      |
| ------------------------------------------- | ----------------------------------------------------------------- | ------------------------------------------------------------------------------------ | ----------------------------------------------------------- | ----------------------------------------------------- | --------------------------------------------------------------------- |
| Vila Olgy a Bedřicha Benešových (Q38197607) | \| \| \| \| \| \|                                                 | 104785 Pam. katalog MIS                                                              | Řícmanice                                                   | Komenského 167 49°15′20,76″ s. š., 16°41′23,02″ v. d. | Vila Olgy a Bedřicha Benešových Památkově chráněno od 3. května 2012. |
|                                             | Kategorie „Vila Olgy a Bedřicha Benešových “ na Wikimedia Commons | Hledat fotografie a kategorie ve Wikimedia Commons podle rejstříkového čísla památky | Nahrát snímek k tomuto tématu do úložiště Wikimedia Commons |                                                       |                                                                       |

## Sentice
| Památka                                                       | Fotografie                                                                                      | Rejstříkové číslo v ÚSKP                                                             | Sídelní útvar                                               | Poloha                                                  | Popis a poznámky                                                                         |
| ------------------------------------------------------------- | ----------------------------------------------------------------------------------------------- | ------------------------------------------------------------------------------------ | ----------------------------------------------------------- | ------------------------------------------------------- | ---------------------------------------------------------------------------------------- |
| Sochy svatého Floriána a svatého Jana Nepomuckého (Q38095179) | \| \| \| \| \| \|                                                                               | 45823/7-969 Pam. katalog MIS                                                         | Sentice                                                     | v zahradě čp. 80 49°18′37,72″ s. š., 16°26′44,53″ v. d. | Sochy sv. Floriána a sv. Jana Nepomuckého · Zapsáno do státního seznamu před rokem 1988. |
|                                                               | Kategorie „Statues of Saint John of Nepomuk and Saint Florian in Sentice “ na Wikimedia Commons | Hledat fotografie a kategorie ve Wikimedia Commons podle rejstříkového čísla památky | Nahrát snímek k tomuto tématu do úložiště Wikimedia Commons |                                                         |                                                                                          |

## Sivice
|  |  | Hledat fotografie a kategorie ve Wikimedia Commons podle rejstříkového čísla památky | Nahrát snímek k tomuto tématu do úložiště Wikimedia Commons |  |

|  | Kategorie „Pamětní kámen v Sivicích “ na Wikimedia Commons | Hledat fotografie a kategorie ve Wikimedia Commons podle rejstříkového čísla památky | Nahrát snímek k tomuto tématu do úložiště Wikimedia Commons |  |

|  | Kategorie „Kamenný kříž (Sivice) “ na Wikimedia Commons | Hledat fotografie a kategorie ve Wikimedia Commons podle rejstříkového čísla památky | Nahrát snímek k tomuto tématu do úložiště Wikimedia Commons |  |

## Skryje
|  | Kategorie „Rysov Castle “ na Wikimedia Commons | Hledat fotografie a kategorie ve Wikimedia Commons podle rejstříkového čísla památky | Nahrát snímek k tomuto tématu do úložiště Wikimedia Commons |  |

|  | Kategorie „Buchalův vodní mlýn “ na Wikimedia Commons | Hledat fotografie a kategorie ve Wikimedia Commons podle rejstříkového čísla památky | Nahrát snímek k tomuto tématu do úložiště Wikimedia Commons |  |

## Stanoviště
| Památka             | Fotografie                                                 | Rejstříkové číslo v ÚSKP                                                             | Sídelní útvar                                               | Poloha                                                | Popis a poznámky                                       |
| ------------------- | ---------------------------------------------------------- | ------------------------------------------------------------------------------------ | ----------------------------------------------------------- | ----------------------------------------------------- | ------------------------------------------------------ |
| Zvonice (Q38136192) | \| \| \| \| \| \|                                          | 29082/7-987 Pam. katalog MIS                                                         | Stanoviště                                                  | náves, st. 129 49°14′20,57″ s. š., 16°15′12,13″ v. d. | Zvonice · Zapsáno do státního seznamu před rokem 1988. |
|                     | Kategorie „Bell tower in Stanoviště “ na Wikimedia Commons | Hledat fotografie a kategorie ve Wikimedia Commons podle rejstříkového čísla památky | Nahrát snímek k tomuto tématu do úložiště Wikimedia Commons |                                                       |                                                        |

## Strhaře
| Památka                              | Fotografie        | Rejstříkové číslo v ÚSKP                                                             | Sídelní útvar                                               | Poloha | Popis a poznámky                                              |
| ------------------------------------ | ----------------- | ------------------------------------------------------------------------------------ | ----------------------------------------------------------- | --- | ------------------------------------------------------------- |
| Socha svatého Stanislava (Q38139196) | \| \| \| \| \| \| | 105710 Pam. katalog MIS                                                              | Strhaře                                                     | na skále při lesní cestě z Lomnice do Osik, pp. 200/14, nedaleko Dolních Žlebů 49°25′49,58″ s. š., 16°25′45,08″ v. d. | Socha svatého Stanislava Památkově chráněno od 21. září 2015. |
|                                      |                   | Hledat fotografie a kategorie ve Wikimedia Commons podle rejstříkového čísla památky | Nahrát snímek k tomuto tématu do úložiště Wikimedia Commons | |                                                               |

## Svatoslav
|  |  | Hledat fotografie a kategorie ve Wikimedia Commons podle rejstříkového čísla památky | Nahrát snímek k tomuto tématu do úložiště Wikimedia Commons |  |

|  | Kategorie „Church of the Assumption of the Virgin Mary (Svatoslav) “ na Wikimedia Commons | Hledat fotografie a kategorie ve Wikimedia Commons podle rejstříkového čísla památky | Nahrát snímek k tomuto tématu do úložiště Wikimedia Commons |  |

## Synalov
| Památka                | Fotografie                                     | Rejstříkové číslo v ÚSKP                                                             | Sídelní útvar                                               | Poloha                                                                 | Popis a poznámky |
| ---------------------- | ---------------------------------------------- | ------------------------------------------------------------------------------------ | ----------------------------------------------------------- | ---------------------------------------------------------------------- | --- |
| Hrad Osiky (Q12042969) | \| \| \| \| \| \|                              | 16954/7-565 Pam. katalog MIS                                                         | Synalov                                                     | severovýchodně od obce, pp. 216 49°26′37,03″ s. š., 16°25′29,06″ v. d. | Zaniklý hrad neznámého jména, dříve mylně považován za Levnov, nyní označován jako Osiky, podle jedné z hypotéz hrad Zuzinov. MIS označuje jako „hrad v trati Dolní Židovka (Zuzinov)“, paGIS jako „zřícenina hradu Levnov“, MonumNet jako „hrad Levnov, zřícenina“. · Zapsáno do státního seznamu před rokem 1988. |
|                        | Kategorie „Osiky Castle “ na Wikimedia Commons | Hledat fotografie a kategorie ve Wikimedia Commons podle rejstříkového čísla památky | Nahrát snímek k tomuto tématu do úložiště Wikimedia Commons |                                                                        | |

## Syrovice
|  |  | Hledat fotografie a kategorie ve Wikimedia Commons podle rejstříkového čísla památky | Nahrát snímek k tomuto tématu do úložiště Wikimedia Commons |  |

|  | Kategorie „Church of Saint Augustine (Syrovice) “ na Wikimedia Commons | Hledat fotografie a kategorie ve Wikimedia Commons podle rejstříkového čísla památky | Nahrát snímek k tomuto tématu do úložiště Wikimedia Commons |  |

|  | Kategorie „Boží muka u silnice do Bratčic (Syrovice) “ na Wikimedia Commons | Hledat fotografie a kategorie ve Wikimedia Commons podle rejstříkového čísla památky | Nahrát snímek k tomuto tématu do úložiště Wikimedia Commons |  |

## Šerkovice
| Památka                   | Fotografie        | Rejstříkové číslo v ÚSKP                                                             | Sídelní útvar                                               | Poloha                                            | Popis a poznámky                                             |
| ------------------------- | ----------------- | ------------------------------------------------------------------------------------ | ----------------------------------------------------------- | ------------------------------------------------- | ------------------------------------------------------------ |
| Sušárna ovoce (Q38229951) | \| \| \| \| \| \| | 19782/7-7081 Pam. katalog MIS                                                        | Šerkovice                                                   | Šerkovice 47 49°23′1,5″ s. š., 16°25′55,52″ v. d. | sušárna ovoce · Zapsáno do státního seznamu před rokem 1988. |
|                           |                   | Hledat fotografie a kategorie ve Wikimedia Commons podle rejstříkového čísla památky | Nahrát snímek k tomuto tématu do úložiště Wikimedia Commons |                                                   |                                                              |

## Šumice
|  |  | Hledat fotografie a kategorie ve Wikimedia Commons podle rejstříkového čísla památky | Nahrát snímek k tomuto tématu do úložiště Wikimedia Commons |  |

|  | Kategorie „Bell tower in Šumice (Brno-Country District) “ na Wikimedia Commons | Hledat fotografie a kategorie ve Wikimedia Commons podle rejstříkového čísla památky | Nahrát snímek k tomuto tématu do úložiště Wikimedia Commons |  |

## Tišnovská Nová Ves
| Památka              | Fotografie        | Rejstříkové číslo v ÚSKP                                                             | Sídelní útvar                                               | Poloha                                       | Popis a poznámky                                                                               |
| -------------------- | ----------------- | ------------------------------------------------------------------------------------ | ----------------------------------------------------------- | -------------------------------------------- | ---------------------------------------------------------------------------------------------- |
| Krucifix (Q38148339) | \| \| \| \| \| \| | 22624/7-4478 Pam. katalog MIS                                                        | Tišnovská Nová Ves                                          | u obce 49°23′7,72″ s. š., 16°17′32,74″ v. d. | Kamenný kříž s kamennou ohrádkou, datovaný 1846 · Zapsáno do státního seznamu před rokem 1988. |
|                      |                   | Hledat fotografie a kategorie ve Wikimedia Commons podle rejstříkového čísla památky | Nahrát snímek k tomuto tématu do úložiště Wikimedia Commons |                                              |                                                                                                |

## Trboušany
| Památka                                | Fotografie        | Rejstříkové číslo v ÚSKP                                                             | Sídelní útvar                                               | Poloha                                                        | Popis a poznámky |
| -------------------------------------- | ----------------- | ------------------------------------------------------------------------------------ | ----------------------------------------------------------- | ------------------------------------------------------------- | --- |
| Socha sv. Jana Nepomuckého (Q38148664) | \| \| \| \| \| \| | 28770/7-1053 Pam. katalog MIS                                                        | Trboušany                                                   | centrum obce, u zvonice 49°2′54,58″ s. š., 16°27′50,18″ v. d. | Barokní polychromovaná socha svatého Jana Nepomuckého z poloviny 18. století. · Zapsáno do státního seznamu před rokem 1988. |
|                                        |                   | Hledat fotografie a kategorie ve Wikimedia Commons podle rejstříkového čísla památky | Nahrát snímek k tomuto tématu do úložiště Wikimedia Commons |                                                               | |

## Újezd u Tišnova
| Památka                          | Fotografie                                                                | Rejstříkové číslo v ÚSKP                                                             | Sídelní útvar                                               | Poloha                                              | Popis a poznámky                                                |
| -------------------------------- | ------------------------------------------------------------------------- | ------------------------------------------------------------------------------------ | ----------------------------------------------------------- | --------------------------------------------------- | --------------------------------------------------------------- |
| Kostel svatého Jiljí (Q13360227) | \| \| \| \| \| \|                                                         | 22431/7-4506 Pam. katalog MIS                                                        | Újezd u Tišnova                                             | jižně od obce 49°21′43,33″ s. š., 16°19′42,9″ v. d. | Kostel sv. Jiljí · Zapsáno do státního seznamu před rokem 1988. |
|                                  | Kategorie „Church of Saint Giles (Újezd u Tišnova) “ na Wikimedia Commons | Hledat fotografie a kategorie ve Wikimedia Commons podle rejstříkového čísla památky | Nahrát snímek k tomuto tématu do úložiště Wikimedia Commons |                                                     |                                                                 |

## Unín
| Památka                                  | Fotografie                                                               | Rejstříkové číslo v ÚSKP                                                             | Sídelní útvar                                               | Poloha                                 | Popis a poznámky                                                        |
| ---------------------------------------- | ------------------------------------------------------------------------ | ------------------------------------------------------------------------------------ | ----------------------------------------------------------- | -------------------------------------- | ----------------------------------------------------------------------- |
| Kostel svatého Petra a Pavla (Q13411216) | \| \| \| \| \| \|                                                        | 29099/7-620 Pam. katalog MIS                                                         | Unín                                                        | 49°22′56,77″ s. š., 16°29′30,99″ v. d. | Kostel sv. Petra a Pavla · Zapsáno do státního seznamu před rokem 1988. |
|                                          | Kategorie „Church of Saints Peter and Paul (Unín) “ na Wikimedia Commons | Hledat fotografie a kategorie ve Wikimedia Commons podle rejstříkového čísla památky | Nahrát snímek k tomuto tématu do úložiště Wikimedia Commons |                                        |                                                                         |

## Unkovice
| Památka                                        | Fotografie                                                                               | Rejstříkové číslo v ÚSKP                                                             | Sídelní útvar                                               | Poloha                                             | Popis a poznámky                                                                  |
| ---------------------------------------------- | ---------------------------------------------------------------------------------------- | ------------------------------------------------------------------------------------ | ----------------------------------------------------------- | -------------------------------------------------- | --------------------------------------------------------------------------------- |
| Kostel Nanebevstoupení Panny Marie (Q12030368) | \| \| \| \| \| \|                                                                        | 49069/7-1745 Pam. katalog MIS                                                        | Unkovice                                                    | v centru obce 49°1′7,91″ s. š., 16°36′20,55″ v. d. | Kostel Nanebevstoupení Panny Marie · Zapsáno do státního seznamu před rokem 1988. |
|                                                | Kategorie „Church of the Assumption of the Virgin Mary (Unkovice) “ na Wikimedia Commons | Hledat fotografie a kategorie ve Wikimedia Commons podle rejstříkového čísla památky | Nahrát snímek k tomuto tématu do úložiště Wikimedia Commons |                                                    |                                                                                   |

## Úsuší
| Památka               | Fotografie                                               | Rejstříkové číslo v ÚSKP                                                             | Sídelní útvar                                               | Poloha                                                                      | Popis a poznámky                                                                 |
| --------------------- | -------------------------------------------------------- | ------------------------------------------------------------------------------------ | ----------------------------------------------------------- | --------------------------------------------------------------------------- | -------------------------------------------------------------------------------- |
| Boží muka (Q36864669) | \| \| \| \| \| \|                                        | 26312/7-669 Pam. katalog MIS                                                         | Čížky                                                       | v lese, u silnice Deblín - Vohančice 49°19′26,86″ s. š., 16°22′35,02″ v. d. | Klasicistní boží muka z roku 1807 · Zapsáno do státního seznamu před rokem 1988. |
|                       | Kategorie „Column shrine in Čížky “ na Wikimedia Commons | Hledat fotografie a kategorie ve Wikimedia Commons podle rejstříkového čísla památky | Nahrát snímek k tomuto tématu do úložiště Wikimedia Commons |                                                                             |                                                                                  |

## Veverské Knínice
|  |  | Hledat fotografie a kategorie ve Wikimedia Commons podle rejstříkového čísla památky | Nahrát snímek k tomuto tématu do úložiště Wikimedia Commons |  |

|  | Kategorie „Church of Saint Nicholas (Veverské Knínice) “ na Wikimedia Commons | Hledat fotografie a kategorie ve Wikimedia Commons podle rejstříkového čísla památky | Nahrát snímek k tomuto tématu do úložiště Wikimedia Commons |  |

|  |  | Hledat fotografie a kategorie ve Wikimedia Commons podle rejstříkového čísla památky | Nahrát snímek k tomuto tématu do úložiště Wikimedia Commons |  |

## Viničné Šumice
| Památka              | Fotografie        | Rejstříkové číslo v ÚSKP                                                             | Sídelní útvar                                               | Poloha                              | Popis a poznámky                                        |
| -------------------- | ----------------- | ------------------------------------------------------------------------------------ | ----------------------------------------------------------- | ----------------------------------- | ------------------------------------------------------- |
| Krucifix (Q38190671) | \| \| \| \| \| \| | 22931/7-1080 Pam. katalog MIS                                                        | Viničné Šumice                                              | 49°12′49″ s. š., 16°49′28,05″ v. d. | Krucifix · Zapsáno do státního seznamu před rokem 1988. |
|                      |                   | Hledat fotografie a kategorie ve Wikimedia Commons podle rejstříkového čísla památky | Nahrát snímek k tomuto tématu do úložiště Wikimedia Commons |                                     |                                                         |

## Vohančice
| Památka                     | Fotografie                                         | Rejstříkové číslo v ÚSKP                                                             | Sídelní útvar                                               | Poloha                                             | Popis a poznámky                                                              |
| --------------------------- | -------------------------------------------------- | ------------------------------------------------------------------------------------ | ----------------------------------------------------------- | -------------------------------------------------- | ----------------------------------------------------------------------------- |
| Zámek Vohančice (Q13217508) | \| \| \| \| \| \|                                  | 46244/7-1081 Pam. katalog MIS                                                        | Vohančice                                                   | Vohančice 7 49°19′22,32″ s. š., 16°23′34,85″ v. d. | zámek · Poznámka: SZ část obce · Zapsáno do státního seznamu před rokem 1988. |
|                             | Kategorie „Vohančice Castle “ na Wikimedia Commons | Hledat fotografie a kategorie ve Wikimedia Commons podle rejstříkového čísla památky | Nahrát snímek k tomuto tématu do úložiště Wikimedia Commons |                                                    |                                                                               |

## Všechovice
| Památka               | Fotografie                                                    | Rejstříkové číslo v ÚSKP                                                             | Sídelní útvar                                               | Poloha                                                                      | Popis a poznámky                                         |
| --------------------- | ------------------------------------------------------------- | ------------------------------------------------------------------------------------ | ----------------------------------------------------------- | --------------------------------------------------------------------------- | -------------------------------------------------------- |
| Boží muka (Q38186690) | \| \| \| \| \| \|                                             | 26827/7-1096 Pam. katalog MIS                                                        | Všechovice                                                  | na křižovatce při jižním okraji obce 49°21′13,53″ s. š., 16°29′47,34″ v. d. | Boží muka · Zapsáno do státního seznamu před rokem 1988. |
|                       | Kategorie „Column shrine in Všechovice “ na Wikimedia Commons | Hledat fotografie a kategorie ve Wikimedia Commons podle rejstříkového čísla památky | Nahrát snímek k tomuto tématu do úložiště Wikimedia Commons |                                                                             |                                                          |

## Vysoké Popovice
| Památka          | Fotografie        | Rejstříkové číslo v ÚSKP                                                             | Sídelní útvar                                               | Poloha                                 | Popis a poznámky                                               |
| ---------------- | ----------------- | ------------------------------------------------------------------------------------ | ----------------------------------------------------------- | -------------------------------------- | -------------------------------------------------------------- |
| Tvrz (Q38193486) | \| \| \| \| \| \| | 37193/7-1097 Pam. katalog MIS                                                        | Vysoké Popovice                                             | 49°10′59,64″ s. š., 16°17′18,65″ v. d. | Tvrz, zřícenina · Zapsáno do státního seznamu před rokem 1988. |
|                  |                   | Hledat fotografie a kategorie ve Wikimedia Commons podle rejstříkového čísla památky | Nahrát snímek k tomuto tématu do úložiště Wikimedia Commons |                                        |                                                                |

## Zakřany
|  | Kategorie „Chapel of Saint Donatus in Zakřany “ na Wikimedia Commons | Hledat fotografie a kategorie ve Wikimedia Commons podle rejstříkového čísla památky | Nahrát snímek k tomuto tématu do úložiště Wikimedia Commons |  |

|  | Kategorie „Column shrine in Zakřany “ na Wikimedia Commons | Hledat fotografie a kategorie ve Wikimedia Commons podle rejstříkového čísla památky | Nahrát snímek k tomuto tématu do úložiště Wikimedia Commons |  |

## Zastávka
| Památka                            | Fotografie        | Rejstříkové číslo v ÚSKP                                                             | Sídelní útvar                                               | Poloha                                             | Popis a poznámky |
| ---------------------------------- | ----------------- | ------------------------------------------------------------------------------------ | ----------------------------------------------------------- | -------------------------------------------------- | --- |
| Dům hornické kolonie (Q30878862) · | \| \| \| \| \| \| | 48708/7-8103 Pam. katalog MIS                                                        | Zastávka                                                    | Zastávka 119 49°11′4,78″ s. š., 16°21′53,35″ v. d. | dům dělnické kolonie - hornické kolonie · Poznámka: Pozdě zapsaná památka (27. dubna 1989), viz MK 75606/2020 OPP (7. prosince 2020) · Zapsáno do státního seznamu před rokem 1988. · Památková ochrana zpětně předpokládána od 3. května 1958 do 31. prosince 1987, pozdější zápis byl v prosinci 2020 zrušen jako neplatný. |
|                                    |                   | Hledat fotografie a kategorie ve Wikimedia Commons podle rejstříkového čísla památky | Nahrát snímek k tomuto tématu do úložiště Wikimedia Commons |                                                    | |

## Žabčice
|  | Kategorie „Sýpka (Žabčice) “ na Wikimedia Commons | Hledat fotografie a kategorie ve Wikimedia Commons podle rejstříkového čísla památky | Nahrát snímek k tomuto tématu do úložiště Wikimedia Commons |  |

|  | Kategorie „Chapel-shrine in Žabčice “ na Wikimedia Commons | Hledat fotografie a kategorie ve Wikimedia Commons podle rejstříkového čísla památky | Nahrát snímek k tomuto tématu do úložiště Wikimedia Commons |  |

## Žatčany
| Památka                                | Fotografie                                                         | Rejstříkové číslo v ÚSKP                                                             | Sídelní útvar                                               | Poloha                               | Popis a poznámky                                                          |
| -------------------------------------- | ------------------------------------------------------------------ | ------------------------------------------------------------------------------------ | ----------------------------------------------------------- | ------------------------------------ | ------------------------------------------------------------------------- |
| Kostel Nejsvětější Trojice (Q12030458) | \| \| \| \| \| \|                                                  | 46530/7-1101 Pam. katalog MIS                                                        | Žatčany                                                     | 49°5′23,5″ s. š., 16°43′55,22″ v. d. | Kostel Nejsvětější Trojice · Zapsáno do státního seznamu před rokem 1988. |
|                                        | Kategorie „Church of Holy Trinity (Žatčany) “ na Wikimedia Commons | Hledat fotografie a kategorie ve Wikimedia Commons podle rejstříkového čísla památky | Nahrát snímek k tomuto tématu do úložiště Wikimedia Commons |                                      |                                                                           |

## Žďárec
|  |  | Hledat fotografie a kategorie ve Wikimedia Commons podle rejstříkového čísla památky | Nahrát snímek k tomuto tématu do úložiště Wikimedia Commons |  |

|  | Kategorie „Víckov Castle “ na Wikimedia Commons | Hledat fotografie a kategorie ve Wikimedia Commons podle rejstříkového čísla památky | Nahrát snímek k tomuto tématu do úložiště Wikimedia Commons |  |

|  | Kategorie „Church of Saints Peter and Paul (Žďárec) “ na Wikimedia Commons | Hledat fotografie a kategorie ve Wikimedia Commons podle rejstříkového čísla památky | Nahrát snímek k tomuto tématu do úložiště Wikimedia Commons |  |